# 야마구치 키라
야마구치 기라(일본어: 山口 綺羅, 2004년 1월 20일~)는 일본의  여배우이자, 가수 , 댄서로이다. 현재 Girls 2 소속으로 활동 중이다.